# حزب الخضر في موزمبيق

حزب الخضر في موزمبيق (بالبرتغالية: Partido os Verdes de Moçambique‏) هو حزب سياسي تم تشكيله في عام 1997. قبل انتخابات 1999 انقسم الحزب إلى فصيلين حول دعم اتحاد رينامو الانتخابي. في انتخابات 2004 حصل الحزب على 0.33٪ من الأصوات، وفي عام 2009 حصل الحزب على 0.50٪. 